# (1537) Transylvania
(1537) Transylvania ist ein Asteroid des Hauptgürtels, der am 27. August 1940 vom Astronomen Gyula Strommer am ungarischen Konkoly-Observatorium entdeckt wurde. 
Der Name des Asteroiden ist nach der rumänischen Region Transsylvanien benannt.